# Silas
Svatý Silas nebo Silvanus byl blízký spolupracovník apoštola sv. Pavla. V knize Skutků se zmiňuje jako Silas a v Pavlových listech jako Silvánus.

## Život
Silas pocházel patrně z židovské rodiny v Jeruzalémě a byl významným členem první křesťanské obce. Podle východní tradice byl jedním ze 70 učedníků, které Ježíš rozeslal kázat (L 10, 1 (Kral, ČEP)), a označuje se proto jako apoštol. Po prvním apoštolském koncilu doprovázel Pavla do Antiochie (Sk 15, 22 (Kral, ČEP)), ale pak se vrátil do Jeruzaléma. Doprovázel Pavla na jeho druhé misijní cestě, ve Filipech byl s ním uvězněn (Sk 16, 23 (Kral, ČEP)) a po rozchodu v Beroji se s ním opět sešel v Korintu (Sk 18, 5 (Kral, ČEP)). O jeho dalších osudech nevíme nic. V Pavlových listech se zmiňuje celkem třikrát (2Kor 1, 19 (Kral, ČEP), 1Te 1, 1 (Kral, ČEP), 2Te 1, 1 (Kral, ČEP)), pokaždé spolu s Timoteem jako nejbližší Pavlův spolupracovník. Také První list Petrův v závěru jmenuje Silvána jako písaře či tajemníka; pokud je tento list autentický, byl Silvánus zřejmě i v Římě. Podle staré tradice zemřel snad v Makedonii.

## Úcta
Svatého Silase či Silvána uctívá většina křesťanských církví na západě i na východě. V katolické církvi a v některých luterských církvích se jeho památka slaví 13. července, ve východní církvi 30. července, v některých luterských církvích 26. ledna, v jiných 10. února. Křestní jméno Silas bylo velmi oblíbené zejména v anglosaských zemích.
Mezi gnostickými texty z Nag Hammadi se našel rukopis „Učení Silvánovo“, který však pochází až z poloviny 2. století a míní tedy buď jiného Silvána, anebo užívá toto jméno, aby jím získal větší autoritu.